# Duguetia inconspicua
Duguetia inconspicua é uma espécie de magnólia .  Isso foi descrito pela primeira vez por Paul Antoine Sagot .  Duguetia inconspicua pertence ao gênero Duguetia, e família Annonaceae.
Este tipo de planta pode ser encontrado em:
- Suriname